# I-Boxトラック

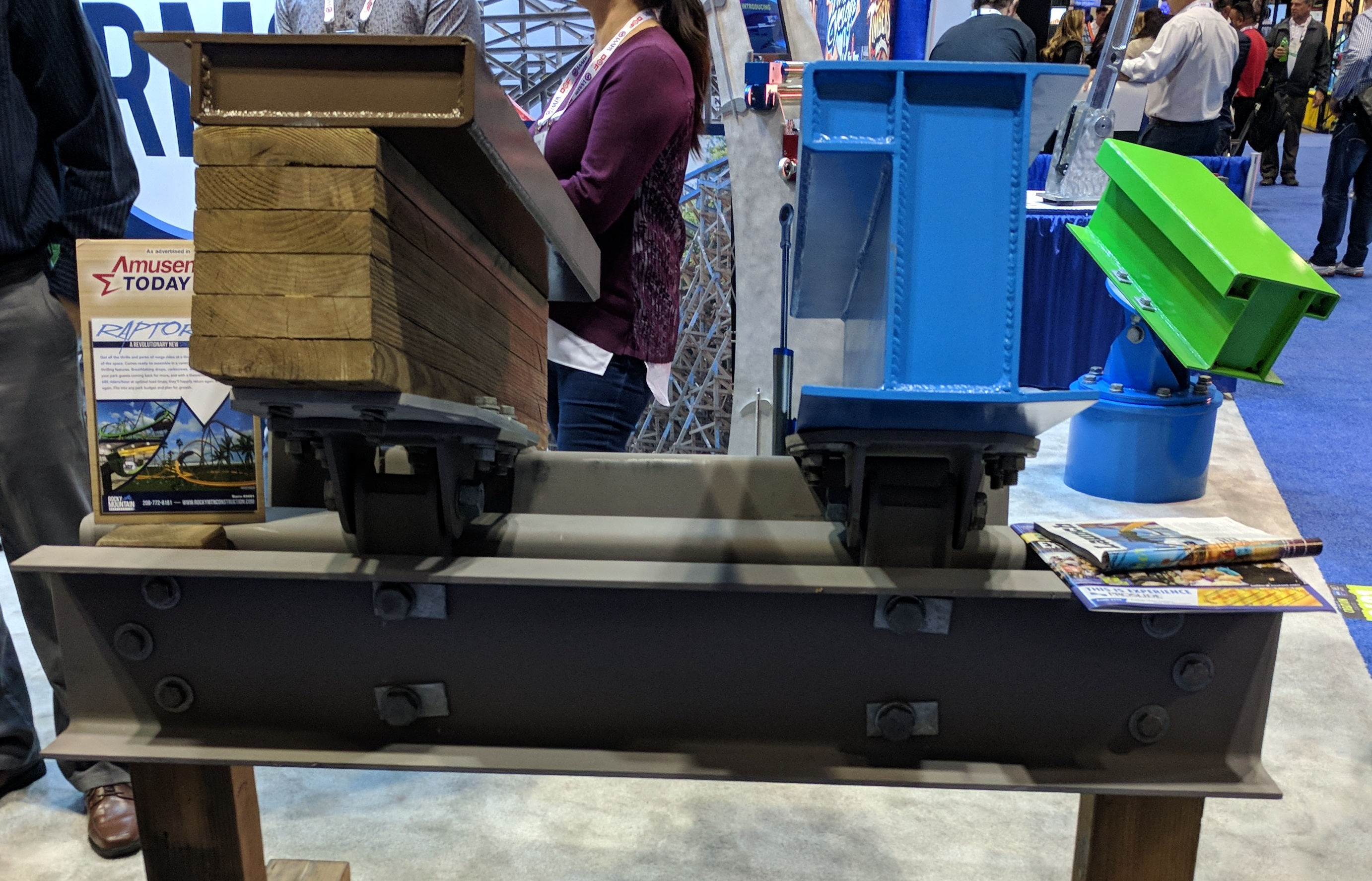
トッパー・トラック（左）とI-Boxトラック（右）

I-Boxトラック（英語: I-Box track）は、アメリカの企業であるRocky Mountain Constructionが考案した、木製ローラーコースターを改修してハイブリッドコースターにする技術、及びそれに使われる専用設計の鉄製レールである。
アイアン・ホース・トラック（Iron Horse track）とも呼ばれる。この技術はアメリカで特許を取得している(US Patent US 8,590,455 B2)。

## 概要
木製コースターは、ノスタルジックな雰囲気で愛されているが、設置から年月が経つにつれてメンテナンス、安全性、乗り心地に関する課題に直面していた。これまで木製コースターの改修を生業としてきたRMCの創業者であるFred Grubbは、木製コースターのより良い乗車体験を作りたいという思いから、設計士のアラン・シルキーとともに新技術の開発・設計を始めた。それがI-Boxトラックである。
I-Boxトラックは、既存の木製コースターの構造と組み合わせることができる、I形鋼のレールを利用したものである。既存の木製コースターの骨組みを維持しつつ、釘やボルト、横木で固定されている既存の木製レールを鋼鉄製レールに置き換えることで、乗り心地のスムーズさを飛躍的に向上させ、メンテナンスの必要性を減らすことを可能とした。さらに、これまで木製コースターでできなかった垂直に近い落下、急カーブ、反転、一回転も可能となり、無重力を感じられる乗車体験を作り出した。
この技術を活用した同社初の大型プロジェクトは、2011年にシックス・フラッグス・オーバー・テキサスに存在していた木製コースター「Texas Giant」の改修だった。改修によって完成したNew Texas Giantは、初のハイブリッドコースターとしてオープンした。高さが10フィート高くなり、落下角度が急になったことで最高速度も速くなった。このプロジェクトの成功により、RMCは脚光を浴びることとなった。